# Bridget Williams
Bridget Williams (* 18. März 1996 in Greensburg, Pennsylvania als Bridget Guy) ist eine US-amerikanische Leichtathletin, die sich auf den Stabhochsprung spezialisiert hat.

## Sportliche Laufbahn
Erste internationale Erfahrungen sammelte Bridget Williams, die an der University of Virginia studierte, bei der Sommer-Universiade 2019 in Neapel, bei der sie mit übersprungenen 4,31 m die Bronzemedaille hinter der Italienerin Roberta Bruni und ihrer Landsfrau Rachel Baxter gewann. 2023 siegte sie mit 4,70 m beim Music City Track Carnival sowie mit 4,71 m bei Spitzen Leichtathletik Luzern und mit 4,58 m beim Ed Murphey Classic. Im August gelangte sie bei den Weltmeisterschaften in Budapest mit 4,50 m im Finale auf den zwölften Platz. Im November siegte sie dann mit 4,60 m bei den Panamerikanischen Spielen in Santiago de Chile. Im Jahr darauf nahm sie an den Olympischen Sommerspielen in Paris teil und schied dort mit 4,40 m in der Qualifikationsrunde aus.
2024 wurde Williams US-amerikanische Meisterin im Stabhochsprung.